# Delage Type DH

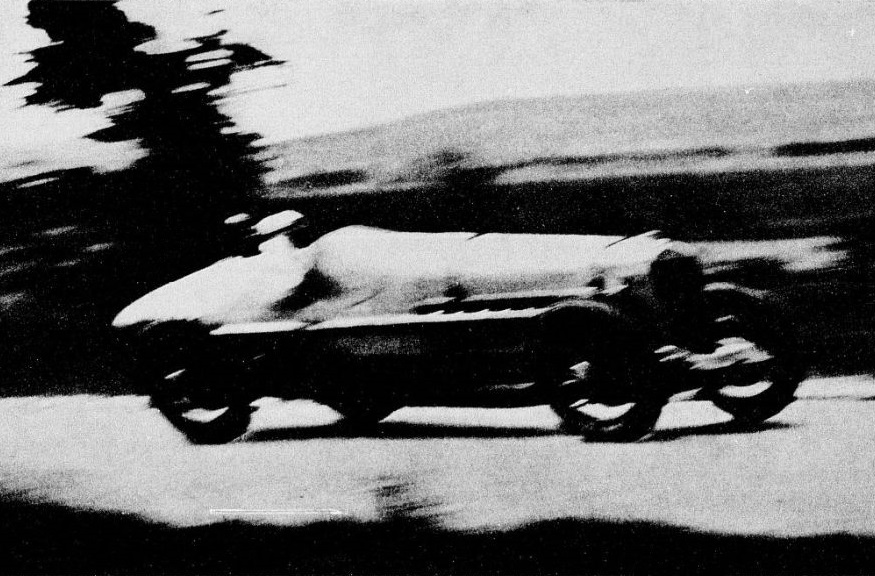
René Thomas am Steuer des Delage Type DH

Der Delage Type DH war ein Rennwagen und Rekordwagen der französischen Marke Delage.

## Beschreibung
Charles Planchon und Albert Lory entwickelten dieses Modell. Es hatte den Motor mit dem größten Hubraum aller Delage-Fahrzeuge.
Ein V12-Motor trieb die Fahrzeuge an. Er hatte 90 mm Bohrung und 140 mm Hub. Das ergab 10.688 cm³ Hubraum. Der Motor war mit 60 Cheval fiscal eingestuft und leistete 280 PS.
Das Fahrgestell hatte vorne 1420 und hinten 1380 mm Spurweite. Der Radstand betrug 2800 mm. Das Leergewicht war mit 1500 kg angegeben. Die offene Karosserie bot Platz für zwei Personen. Die Höchstgeschwindigkeit lag bei etwa 240 km/h. Außer René Thomas fuhren Robert Benoist und Albert Divo diesen Typ.
Am 6. Juli 1924 wurde auf einer Landstraße bei Arpajon ein Landgeschwindigkeitsrekord aufgestellt. Ermittelt wurden 230,55 km/h für den Kilometer mit fliegendem Start und 230,63 km/h für eine Meile mit fliegendem Start.
Erst am 9. Juli 1926 erhielt das Fahrzeug mit der Fahrgestellnummer 8392 und der Motornummer 2 von der nationalen Zulassungsbehörde die Homologation.
Das Fahrzeug blieb ein Einzelstück. Es existiert noch heute.

## Renneinsätze
| Datum         | Veranstaltung                                       | Ort             | Fahrzeug | Team            | Ergebnis |
| ------------- | --------------------------------------------------- | --------------- | -------- | --------------- | --- |
| 7. Okt. 1923  | Bergrennen von Gaillon                              | Gaillon         | Type DH  | René Thomas     | Platz 1 a |
| 28. Okt. 1923 | Bergrennen von Griffoulet                           | Toulouse        | Type DH  | René Thomas     | Platz 1 |
| 16. März 1924 | Eaux Mortes (Fliegender Kilometer)                  | Genf            | Type DH  | René Thomas     | Platz 1 |
| 13. Apr. 1924 | Bergrennen von Château-Thierry                      | Château-Thierry | Type DH  | René Thomas     | Platz 1 |
| 1. Juni 1924  | Bergrennen von Poix                                 | Amiens          | Type DH  | René Thomas     | schnellste Zeit |
| 6. Juli 1924  | Geschwindigkeitsfahrten des M.C.F.                  | Arpajon         | Type DH  | René Thomas     | Weltrekord über 1 km mit fliegendem Start Weltrekord über 1 km mit stehendem Start Weltrekord über 1 Meile mit fliegendem Start Weltrekord über 1 Meile mit stehendem Start |
| 7. Sep. 1924  | Bergrennen am Mont Ventoux                          | Mont Ventoux    | Type DH  | Albert Divo     | Platz 1 |
| 25. Jan. 1925 | Bergrennen von Allauch-Pailladou                    | Marseille       | Type DH  | René Thomas     | Platz 1 |
| 22. März 1925 | Eaux Mortes (Fliegender Kilometer)                  | Genf            | Type DH  | Albert Divo     | Platz 1 |
| 19. Apr. 1925 | Bergrennen von Château-Thierry                      | Château-Thierry | Type DH  | Robert Benoist  | Platz 1 |
| 24. Mai 1925  | Bergrennen von Poix                                 | Poix            | Type DH  | René Thomas     | Platz 1 |
| 7. Juni 1925  | Prix du Fay                                         | Montlhéry       | Type DH  | Albert Divo     | Platz 1 |
| 16. Aug. 1925 | Montlhéry                                           | Montlhéry       | Type DH  | Robert Benoist  | Weltrekord über 5 Meilen mit fliegendem Start Weltrekord über 5 km mit fliegendem Start Weltrekord über 10 km mit fliegendem Start Rundenrekord                             |
| 11. Okt. 1925 | Geschwindigkeitsfahrten                             | Arpajon         | Type DH  | Albert Divo     | Internationaler Rekord über 1 Meile mit fliegendem Start b |
| 27. Aug. 1926 | Geschwindigkeitsfahrten                             | La Baule        | Type DH  | Robert Benoist  | Platz 1 in der Klasse über 8 Liter Hubraum |
| 25. Aug. 1927 | Geschwindigkeitsfahrten (1 km mit fliegendem Start) | La Baule        | Type DH  | Edmond Bourlier | Platz 1 |
| 18. Apr. 1928 | Fliegender Kilometer                                | Bellinzona      | Type DH  | Albert Divo     | Schweizer Rekord über 1 km mit fliegendem Start |
| 1929          | Rekordfahrten                                       | Brooklands      | Type DH  | John R. Cobb    | Internationaler Rekord über 5 Meilen Internationaler Rekord über 10 Meilen                                                                                                  |
| 25. Mai 1929  | Rekordfahrten                                       | Brooklands      | Type DH  | John R. Cobb    | Internationaler Rekord über 50 km Internationaler Rekord über 50 Meilen Internationaler Rekord über 100 km                                                                  |
| Okt. 1930     | Rekordfahrten                                       | Brooklands      | Type DH  | John R. Cobb    | Internationaler Rekord über 5 Meilen Internationaler Rekord über 10 Meilen                                                                                                  |
| 30. Apr. 1932 | British Empire Trophy                               | Brooklands      | Type DH  | John R. Cobb    | Platz 1 |
| 1. Juli 1933  | British Empire Trophy                               | Brooklands      | Type DH  | Oliver Bertram  | Platz 2 |

Quelle, sofern nicht gesondert angegeben: